# Rue Berthollet (Arcueil)
Pour les articles homonymes, voir Berthollet.
La rue Berthollet est une voie de communication d'Arcueil.

## Situation et accès
Venant du nord-ouest, elle franchit par un pont la ligne B du RER d'Île-de-France, puis marque le début de la rue du 8-Mai-1945 avant de se terminer.
Elle est desservie par la gare d'Arcueil - Cachan.

## Origine du nom

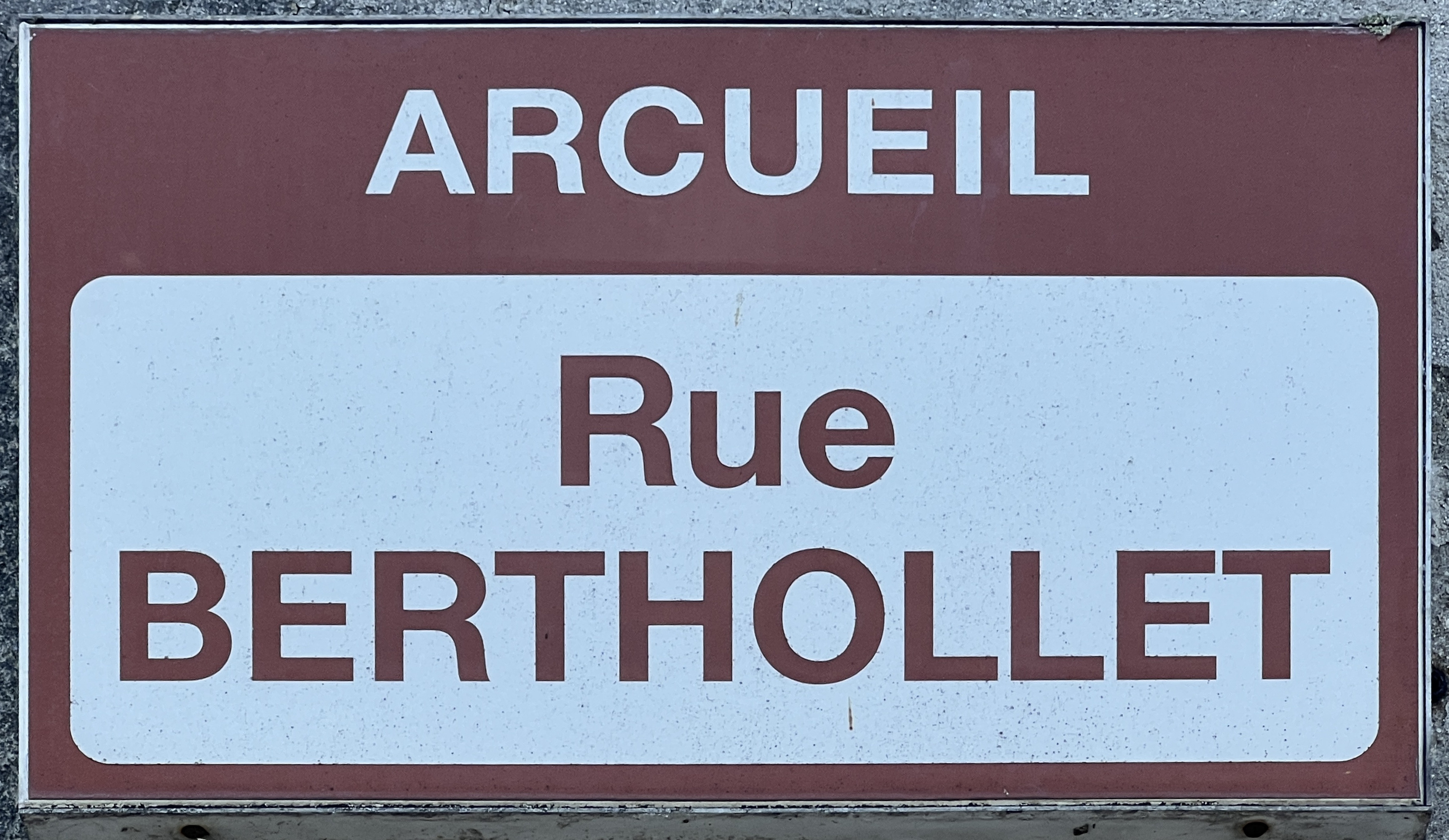
Plaque Rue Berthollet, Arcueil.

Cette rue s'est successivement appelée rue de la Montagne, chemin de Vanves puis rue des Garennes, avant d'être renommée en hommage au chimiste Claude Berthollet, conseiller municipal de 1818 à 1820, puis maire d’Arcueil de 1820 à sa mort en 1822.

## Historique

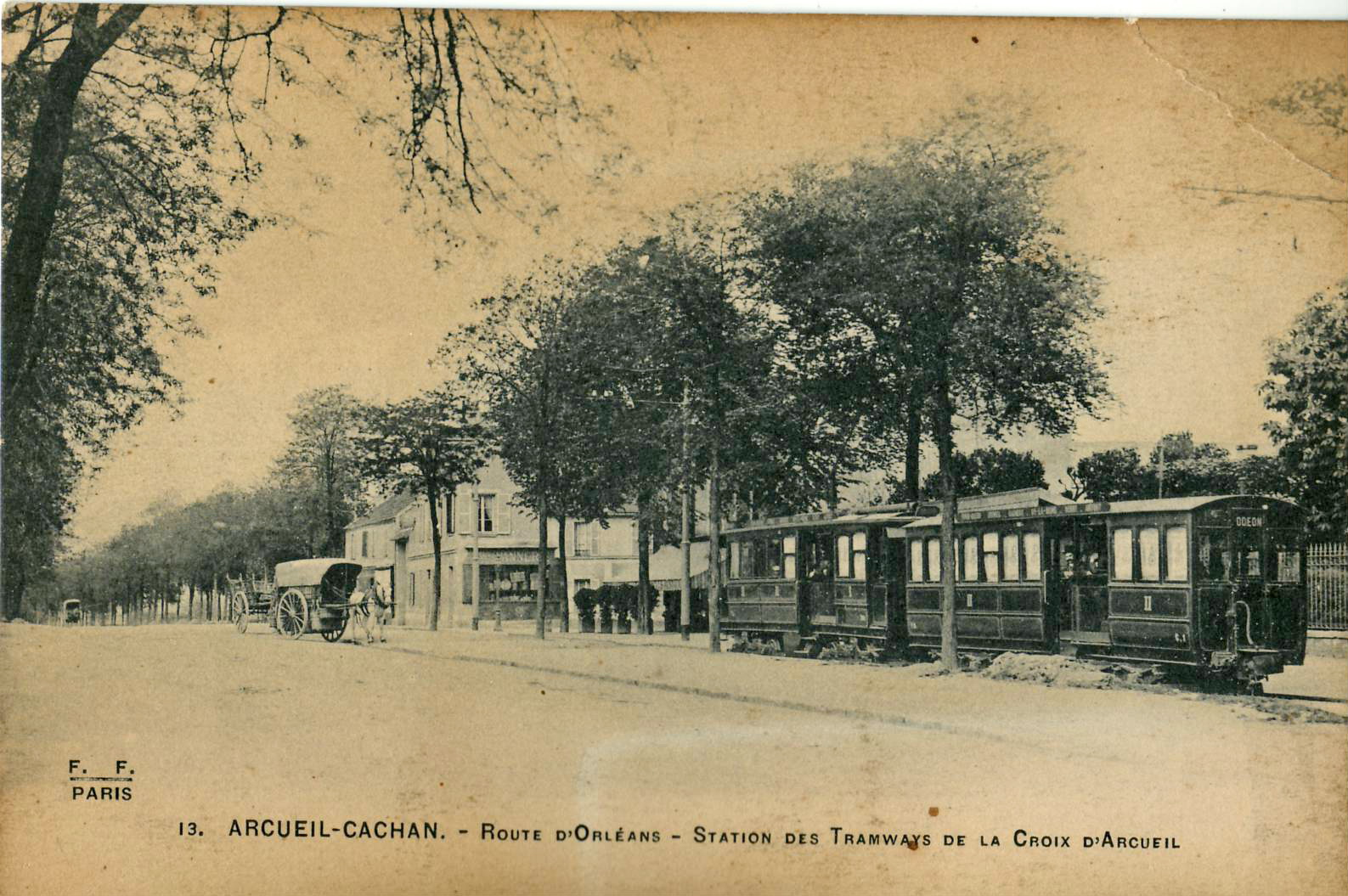
Route d'Orléans - Station des tramways de la Croix d'Arcueil.

Cette voie de communication est l’ancienne rue de la Banlieue, du nom de la léproserie située à la Croix d’Arcueil, au Moyen-Âge.
Cette léproserie exista du XIIIe siècle au XVIe siècle.
Toutefois, une auberge au XVIIIe siècle en portait encore le nom et, en 1892, des ouvriers qui creusaient des fondations à cet emplacement, y trouvèrent des vestiges fort anciens qui pourraient provenir de cette maladrerie.

## Bâtiments remarquables et lieux de mémoire

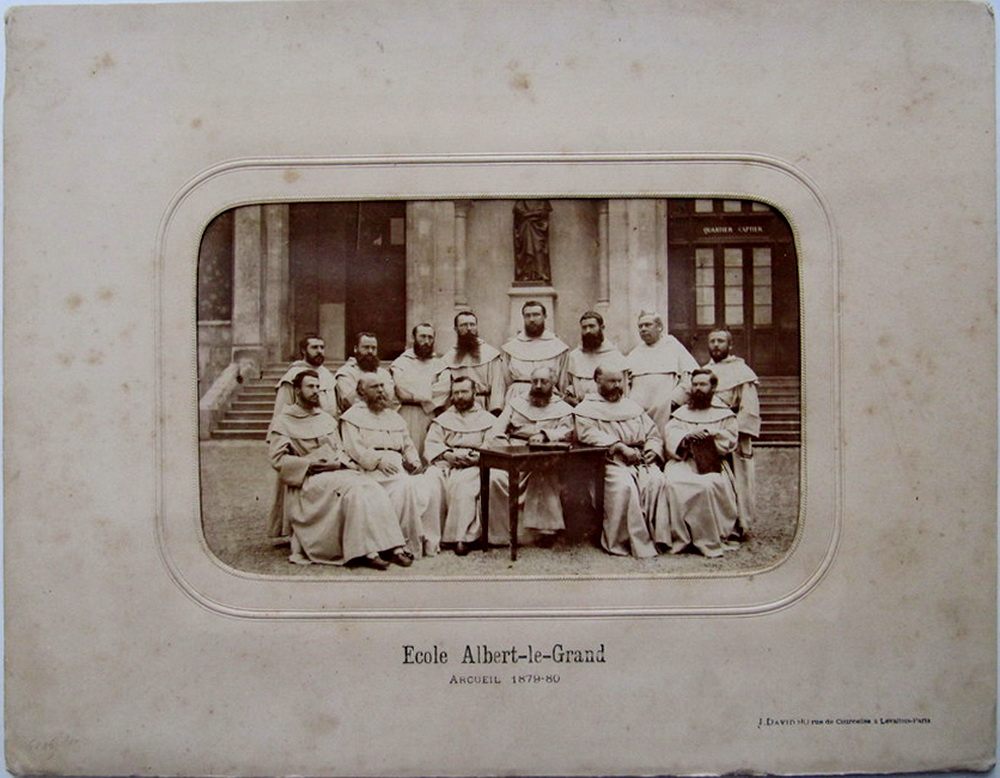
Arcueil, école Albert Le Grand (J. David, 1879-80).

- Collège Albert-le-Grand d'Arcueil[6], construite à l'emplacement de la maison de Berthollet. S'y trouvent aujourd'hui les services informatiques de la Caisse des dépôts et consignations[7].
- Mitoyenne à celle de Berthollet, se trouvait la propriété de Pierre-Simon de Laplace, qui s'étendait jusqu'au chemin de grande communication de Montrouge à Villejuif, aujourd'hui l'avenue Laplace. Ces domaines communiquaient, ce qui permettait aux deux savants de se rencontrer. Ils fondèrent ensemble la Société d'Arcueil[8].
- Une brasserie appelée "La Croix d'Arcueil", au coin du boulevard, perpétue l'ancien nom de ce quartier. Une auberge aurait existé à cet endroit au XVIIe siècle[9].